# Harold Hardman
Harold Payne Hardman (4. april 1882 i Manchester - 9. juni 1965 i Manchester) var en engelsk fodboldspiller, som deltog i de olympiske lege i 1908 i London.
Hardman var med på det britiske fodboldlandshold, som blev olympiske mestre under OL 1908 i London. De besejrede Danmark med 2-0 i finalen.

## OL-medaljer
- 1908  Storbritannien London -  Guld i fodbold (Storbritannien)